# Oligonychus dactyloni
Oligonychus dactyloni är en spindeldjursart som beskrevs av Frank Jason Smiley och Baker 1995. Oligonychus dactyloni ingår i släktet Oligonychus och familjen Tetranychidae. Inga underarter finns listade i Catalogue of Life.